# Bengkulu (provincie)
Bengkulu je jedna z provincií Indonésie. S rozlohou 19 789 km² a počtem obyvatel 1,7 mil. je nejmenší a nejméně lidnatou provincií na Sumatře.
Hlavní (a největší) město, které se rovněž jmenuje Bengkulu, leží na pobřeží Indického oceánu. Provincie se skládá z pásu země při jihozápadním pobřeží Sumatry a několika ostrovů, největším z nich je Enggano.
Sousedními provinciemi jsou Západní Sumatra a Jambi na severu, Jižní Sumatra na východě a Lampung na jihovýchodě.
V hospodářství provincie má největší význam těžba uhlí, rybolov a zemědělství.